# Jedro (matrika)
Jedro (tudi ničelni prostor) (oznaka {\displaystyle {\mbox{Ker}}(A)}) je v linearni algebri za matriko A množica vseh vektorjev x za katere velja Ax = 0.
Jedro matrike z n stolpci je linearni podprostor n razsežnega evklidskega prostora 
Razsežnost ničelnega prostora se imenuje ničelnost (tudi defekt) matrike A.

## Definicija
Jedro matrike m × n matrike A je množica
{\displaystyle {\mbox{N}}(\mathbf {A} )={\mbox{Null}}(\mathbf {A} )={\mbox{Ker}}(\mathbf {A} )=\left\{{\textbf {x}}\in \mathbb {C} ^{n}:\mathbf {A} {\textbf {x}}={\textbf {0}}\right\}{\text{,}}}
kjer 0 pomeni ničelni vektor z m komponentami. Matrična enačba Ax = 0 je enakovredna  homogenemu sistemu linearnih enačb:
{\displaystyle \mathbf {A} {\textbf {x}}={\textbf {0}}\;\;\Leftrightarrow \;\;{\begin{alignedat}{6}a_{11}x_{1}&&\;+\;&&a_{12}x_{2}&&\;+\cdots +\;&&a_{1n}x_{n}&&\;=0&\\a_{21}x_{1}&&\;+\;&&a_{22}x_{2}&&\;+\cdots +\;&&a_{2n}x_{n}&&\;=0&\\\vdots \;\;\;&&&&\vdots \;\;\;&&&&\vdots \;\;\;&&\vdots \,&\\a_{m1}x_{1}&&\;+\;&&a_{m2}x_{2}&&\;+\cdots +\;&&a_{mn}x_{n}&&\;=0.&\end{alignedat}}}
Iz tega gledišča je ničelni prostor A enak rešitvi homogenega sistema.

## Zgled
Obravnavajmo matriko
{\displaystyle \mathbf {A} ={\begin{bmatrix}\,\,\,2&3&5\\-4&2&3\end{bmatrix}}.}
Ničelni prostor matrike sestavljajo vsi vektorji (x, y, z) ∈ R3 za katere velja
{\displaystyle {\begin{bmatrix}\,\,\,2&3&5\\-4&2&3\end{bmatrix}}{\begin{bmatrix}x\\y\\z\end{bmatrix}}={\begin{bmatrix}0\\0\end{bmatrix}}{\text{.}}}
To lahko pišemo kot homogen sistem linearnih enačb, ki vključujejo x, y in z:
{\displaystyle {\begin{alignedat}{7}2x&&\;+\;&&3y&&\;+\;&&5z&&\;=\;&&0,\\-4x&&\;+\;&&2y&&\;+\;&&3z&&\;=\;&&0.\\\end{alignedat}}}
To lahko pišemo v matrični obliki:
{\displaystyle \left[{\begin{array}{ccc|c}2&3&5&0\\-4&2&3&0\end{array}}\right].}
Z uporabo Gaussove eliminacijske metode dobimo:
{\displaystyle \left[{\begin{array}{ccc|c}1&0&1/16&0\\0&1&13/8&0\end{array}}\right].}
Ponovno pisanje nam da:
{\displaystyle {\begin{alignedat}{7}x=\;&&-{\frac {1}{16}}c\,\,\,\\y=\;&&-{\frac {13}{8}}c.\end{alignedat}}}
Sedaj lahko pišemo za ničelni prostor (rešitev za Ax = 0) izraženo v vrednosti za c, kjer je c skalar:
{\displaystyle {\begin{bmatrix}x\\y\\z\end{bmatrix}}=c{\begin{bmatrix}-1/16\\-13/8\\1\end{bmatrix}}.}
Ker pa je c spremenljivka, lahko to poenostavimo v
{\displaystyle {\begin{bmatrix}x\\y\\z\end{bmatrix}}=c{\begin{bmatrix}-1\\-26\\16\end{bmatrix}}.}
Ničelni prostor za  A je množica rešitev teh enačb (v tem primeru je to premica skozi izhodišče v R3).

## Lastnosti podprostora
Ničelni prostor za m × n matrike je podprostor za Rn. Ta množica Null(A) ima naslednje lastnosti:
1. Null(A) vedno vključuje ničelni vektor.
2. Če je x ∈ Null(A) in y ∈ Null(A), potem  velja x + y ∈ Null(A).
3. Če je x ∈ Null(A) in je c skalar, potem je tudi c x ∈ Null(A).

## Baza
Na ničelni prostor matrike ne vplivajo elementarne vrstične operacije.  To omogoča možnost uporabe zmanjšanja vrstic, da bi našli bazo za ničelni prostor:
Vhod m × n matrika A.
Izhod baza ničelnega prostora A
1. Uporaba elementarnih vrstičnih operacij A v reduciranih vrstična ešelonska oblika.
2. Interpretacija reducirane vrstične ešelonske oblike kot  homogenega linearnega sistema, ki določa katera od spremenljivk x1, x2, ..., xn so proste spremenljivke.  Napišemo enačbe za odvisne spremenljivke v odvisnosti od prostih spremenljivk.
3. za vsako prosto spremenljivko xi, izberemo vektor v ničelnem prostoru za katerega je xi = 1 in ostale proste spremenljivke so nič.  Nastala skupina vektorjev je baza za ničelni prostor v A.

Na primer, predpostavimo, da ima reducirani vrstični ešelon obliko za A
{\displaystyle \left[{\begin{alignedat}{6}1&&0&&-3&&0&&2&&-8\\0&&1&&5&&0&&-1&&4\\0&&0&&0&&1&&7&&-9\\0&&\;\;\;\;\;0&&\;\;\;\;\;0&&\;\;\;\;\;0&&\;\;\;\;\;0&&\;\;\;\;\;0\end{alignedat}}\,\right]{\text{.}}}
V tem primeru ima rešitev homogenega sistema v parametrični obliki  z x3, x5 in x6 kot prostimi spremenljivkami so
{\displaystyle {\begin{alignedat}{7}x_{1}&&\;=\;&&3x_{3}&&\;-\;&&2x_{5}&&\;+\;&&8x_{6}&\\x_{2}&&\;=\;&&-5x_{3}&&\;+\;&&x_{5}&&\;-\;&&4x_{6}&\\x_{4}&&\;=\;&&&&\;-\;&&7x_{5}&&\;+\;&&9x_{6}&.\end{alignedat}}}
To lahko zapišemo kot
{\displaystyle {\begin{bmatrix}x_{1}\\x_{2}\\x_{3}\\x_{4}\\x_{5}\\x_{6}\end{bmatrix}}=x_{3}{\begin{bmatrix}3\\-5\\1\\0\\0\\0\end{bmatrix}}+x_{5}{\begin{bmatrix}-2\\1\\0\\-7\\1\\0\end{bmatrix}}+x_{6}{\begin{bmatrix}8\\-4\\0\\9\\0\\1\end{bmatrix}}{\text{.}}}
Torej so trije vektorji
{\displaystyle \left[\!\!{\begin{array}{r}3\\-5\\1\\0\\0\\0\end{array}}\right],\;\left[\!\!{\begin{array}{r}-2\\1\\\mathbf {0} \\-7\\\mathbf {1} \\\mathbf {0} \end{array}}\right],\;\left[\!\!{\begin{array}{r}8\\-4\\\mathbf {0} \\9\\\mathbf {0} \\\mathbf {1} \end{array}}\right]}
baza ničelnega prostora za A.

## Nehomogene enačbe
Ničelni prostor ima prav tako svojo vlogo pri rešitvah nehomogenega sistema linearnih enačb:
{\displaystyle \mathbf {A} {\textbf {x}}={\textbf {b}}\;\;\;\;\;\;{\text{ali}}\;\;\;\;\;\;{\begin{alignedat}{7}a_{11}x_{1}&&\;+\;&&a_{12}x_{2}&&\;+\cdots +\;&&a_{1n}x_{n}&&\;=\;&&&b_{1}\\a_{21}x_{1}&&\;+\;&&a_{22}x_{2}&&\;+\cdots +\;&&a_{2n}x_{n}&&\;=\;&&&b_{2}\\\vdots \;\;\;&&&&\vdots \;\;\;&&&&\vdots \;\;\;&&&&&\;\vdots \\a_{m1}x_{1}&&\;+\;&&a_{m2}x_{2}&&\;+\cdots +\;&&a_{mn}x_{n}&&\;=\;&&&b_{m}\\\end{alignedat}}}
Če sta u in v dve možni rešitvi zgornje enačbe, potem  velja
{\displaystyle \mathbf {A} ({\textbf {u}}-{\textbf {v}})=\mathbf {A} {\textbf {u}}-\mathbf {A} {\textbf {v}}={\textbf {b}}-{\textbf {b}}={\textbf {0}}\,}
To pa pomeni, da razlika dveh rešitev enačbe Ax = b  leži v ničelnem prostoru matrike A.
Iz tega sledi, da se vsaka rešitev enačbe Ax = b lahko izrazi kot vsota fiksnih rešitev poljubnih elementov iz ničelnega prostora. To pomeni, da za množico rešitev enačbe Ax = b velja
{\displaystyle \left\{{\textbf {v}}+{\textbf {x}}\,:\,{\textbf {x}}\in {\text{Null}}(\mathbf {A} )\,\right\}{\text{,}}}
kjer je v poljuben fiksni vektor, ki zadošča pogoju  Av = b.  Geometrijsko je to pomeni, da je množica rešitev enačbe Ax = b preslikava ničelnega prostora za A z vektorjem v.